# 雛菊 (電影)
《雏菊》（韓語：데이지），由香港導演劉偉強執導的韓語動作及愛情電影。劇本由郭在容、陳嘉上和莊文強撰寫。由全智賢、鄭雨盛和李成宰主演。電影由iFilm製作，並於2006年3月9日在南韓電影院作首映。本電影有兩個版本，分別是亞洲剪輯版和國際剪輯版。
故事講述一個藝術畫家、一個國際刑警和一個職業殺手之間發生的事。本影片在荷蘭進行拍攝，尤其是在首都阿姆斯特丹、還有哈勒姆和埃彭。

## 剧情介绍
殺手朴義以黑色鬱金香為信號，進行了殺手的工作。有抱負的畫家惠英認為，每天不斷送她菊花的男人就是她的靈魂伴侶。有一天，她遇見了一位來讓她畫肖像的男子。
三個人在荷蘭哈勒姆的一個廣場上……

## 演員
| 演員   | 角色   |
| 全智賢 | 惠英   |
| 鄭雨盛 | 朴義   |
| 李成宰 | 正佑   |
| 千虎珍 | 張刑警 |
| 姜大衛 | 趙老板 |
| 林迪安 | 尹俊河 |

## 製作人員
- 導演：劉偉強
- 原案・脚本：劉偉強
- 音樂：梅林茂、陳光榮
- 攝影：伍文拯
- 美術：雷楚雄
- 服裝設計：張世宏
- 動作：林迪安
- 上映時間：125分

## 外部連結
- 互联网电影数据库（IMDb）上《雛菊》的资料（英文）
- 雛菊在NAVER上的資料 （页面存档备份，存于） 
- 雛菊在MOVIST上的資料 （页面存档备份，存于） 
- 中文官方網站
- 雛菊 在SidusHQ上的資料 （韓語）